# همند خالصة وادان (جمع أبرود)
همند خالصة وادان (بالفارسية: همند خالصه وادان) هي قرية تقع في إيران في قسم جمع أبرود الريفي. يقدر عدد سكانها بـ 40 نسمة .